# Hugo Henrique Assis do Nascimento
Hugo Henrique Assis do Nascimento (Rio de Janeiro, 27 oktober 1980), ook wel kortweg Hugo genoemd, is een Braziliaans voetballer.